# Klasztor i kościół oo. Bernardynów w Radomiu
Zespół klasztorny bernardynów w Radomiu – późnogotycki zespół sakralny zlokalizowany przy dawnym przedmieściu lubelskim (dzisiejsza ulica Żeromskiego) w bezpośrednim sąsiedztwie Miasta Kazimierzowskiego. Fundowany w 1468 r. jest jednym z najlepiej zachowanych kompleksów klasztornych w Polsce. Wznoszony etapami. Założenie ma status pomnika historii i jest częścią szlaku turystycznego Zabytki Radomia.

## Historia

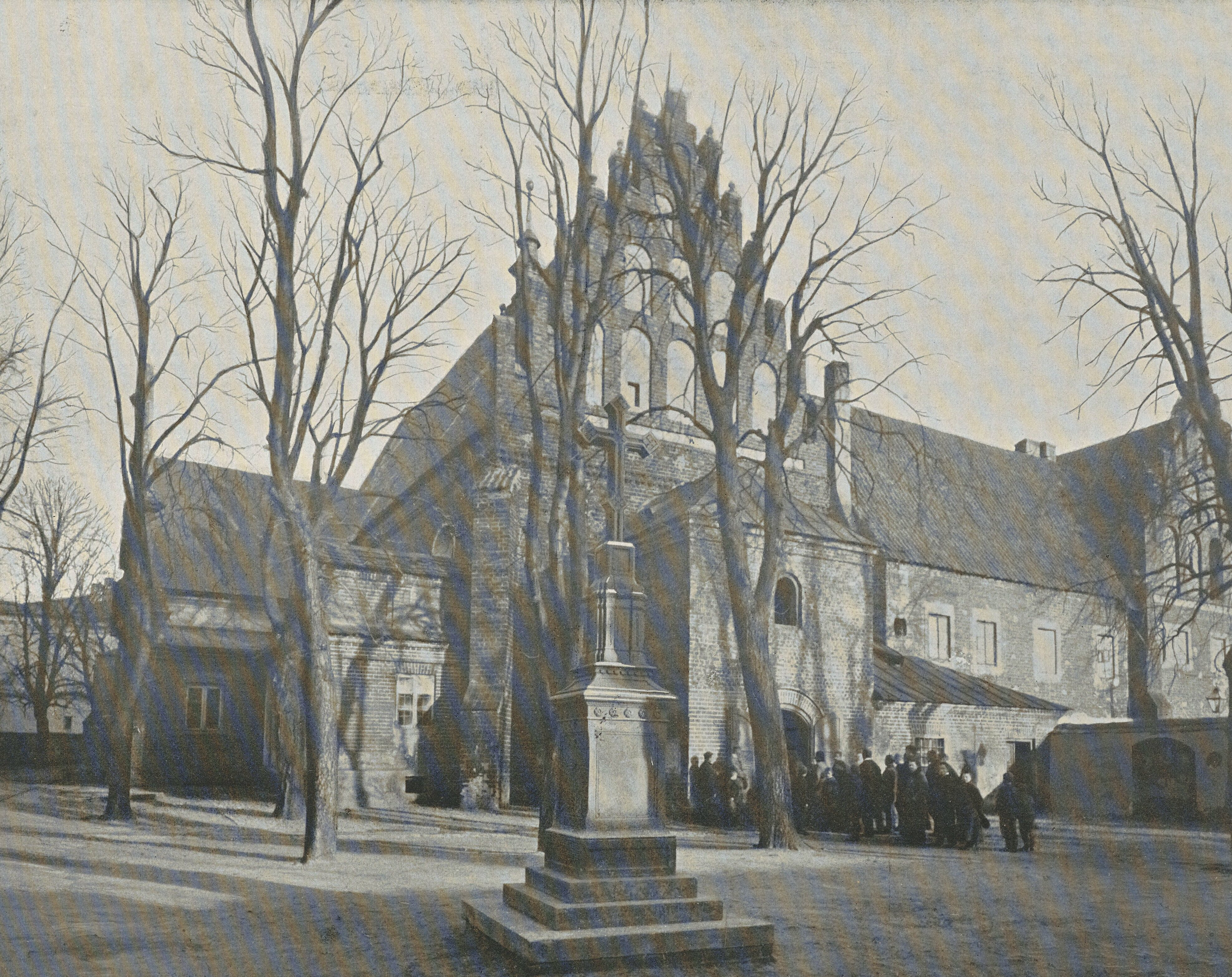
Widok kościoła przed 1899

Początki klasztoru oo. Bernardynów w Radomiu sięgają drugiej połowy XV wieku, kiedy to  zakon został sprowadzony do Polski przez króla Kazimierza IV Jagiellończyka. Radomski klasztor był piętnastym z kolei w Polsce. Miejsce pod jego budowę zostało wyznaczone w 1468 roku, a w kolejnym zostało zatwierdzone przez biskupa krakowskiego. Początkowo kościół i klasztor, wybudowane w ciągu jednego roku były drewniane. Ponieważ znajdował się on poza murami miasta (w myśl klasztornej reguły – przy drodze publicznej), przyjął on formę twierdzy otoczonej wałami, pozwalającej na obronę w przypadku ataku nieprzyjaciela. Kościół przyjął wezwanie św. Katarzyny Aleksandryjskiej.

### Kościół

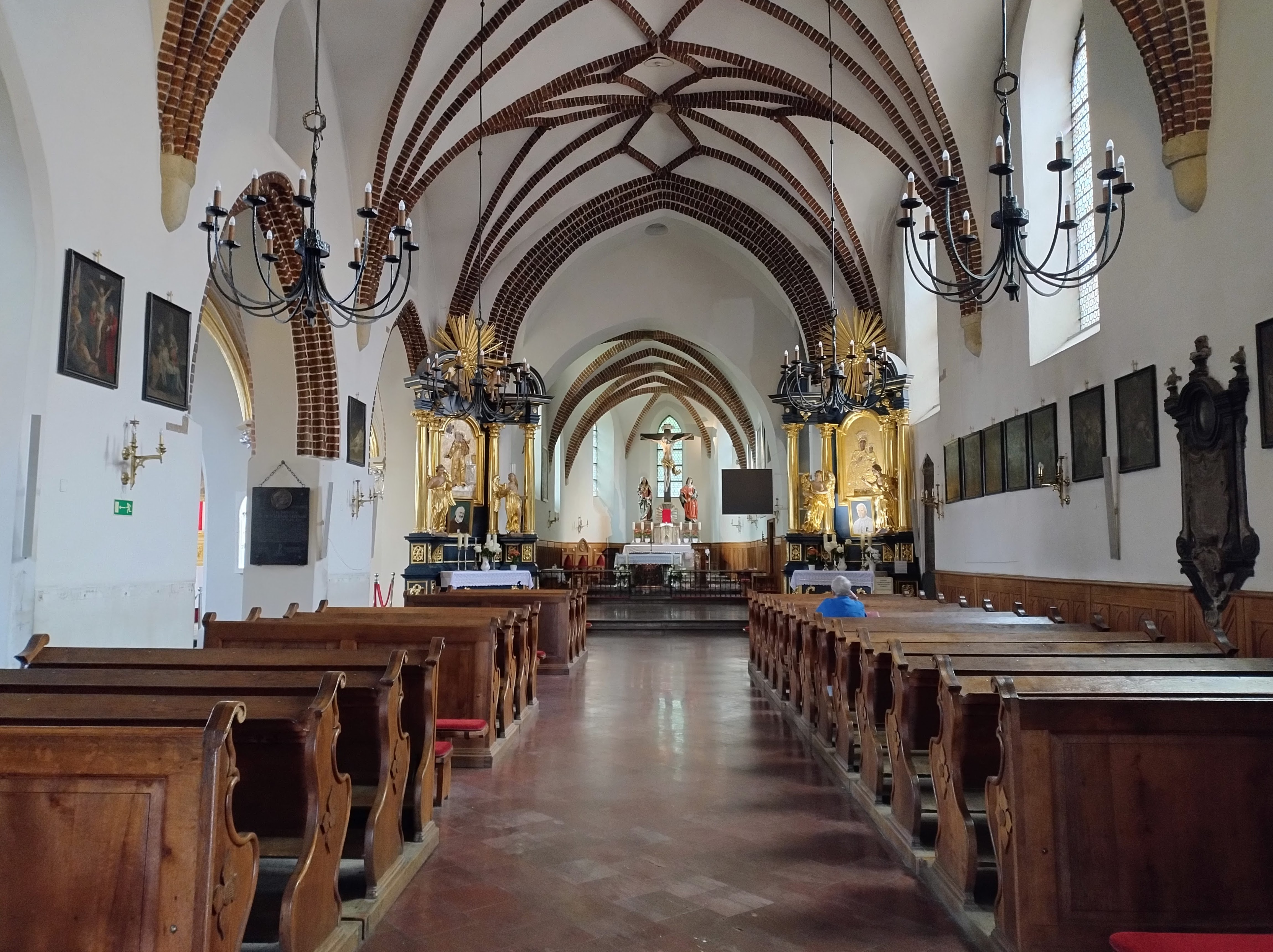
Wnętrze (2025)

Murowany kościół i klasztor został wzniesiony w kilku fazach. Bernardyni sami wybudowali cegielnię w której wypalali gotyckie cegły – „palcówki”. Sami też gasili wapno i wykonywali prace murarskie. W pierwszej kolejności wybudowane zostało prezbiterium wraz z zakrystią, która miała pełnić funkcję skarbca (w chwili obecnej kaplica Matki Boskiej Anielskiej). Następnie wzniesione zostało południowe skrzydło klasztorne. Kolejnym etapem był korpus kościoła, wybudowany pod koniec XV wieku. Najpóźniej wzniesione zostały pozostałe skrzydła klasztorne, połączone krytym piętrowym krużgankiem, z niewysoką wieżyczką w północno-wschodnim narożniku, charakterystyczną dla średniowiecznych klasztorów bernardynów.